# محفوظ فرج
الشاعر محفوظ فرج إبراهيم حميد آل مدلل ( 21 مايو 1952م سامراء)، هو شاعر عراقي

## نشأته
نشأ في كنف عائلة محبة للأدب فوالده الحافظ فرج إبراهيم من حفظة القرآن الكريم وله باع في أوزان الشعر العربي (بحور الخليل بن أحمد) فكان يرتجل الشعر العربي الفصيح والشعبي وهو من خريجي المدرسة العلمية الدينية في سامراء.

## نظمه للشعر
أما الشاعر محفوظ فقد ذهب إلى الكتاتيب وعمره خمس سنوات عند الملا ياسين الحاج شهاب وحين ختم القرآن أكمل الابتدائية والثانوية في سامراء عام 1972 قال الشعر منذ صباه ونشر أول قصائده عام 1970 م في مجلة صوت الطلبة .

## التعليم
حائز على ماجستير أدب عربي كلية الآداب جامعة بغداد 1988م عن رسالته شعر العتاب والاعتذار في القرنين الثالث والرابع الهجريين. دكتوراه في التراث الفكري والعلمي.

## العضويات
- عضو اتحاد الادباء العراق
- عضو اتحاد الادباء العرب

## مؤلفاته
- الاستشهاد بالحديث النبوي عند البلاغيين ، بغداد ، 2016 [2]
- من ملامح الصورة الفنية في بعض الأحاديث النبوية ، بغداد ، 2006م جزءان.
- شعر العتاب والاعتذار في القرنين الثالث والرابع الهجريين. دار الحكمة ، لندن 2016م
- في أسلوب الحديث النبوي دراسة في البنية التركيبية والدلالية.
- غرض العتاب في الشعر العربي إلى القرن الرابع الهجري.
- أثر الشعر في اتخاذ القرار السياسي.
- الحافظ فرج إبراهيم شاعرا شعبيا دراسة وتحقيق.
- سامراء في النصف الثاني من القرن العشرين.

## مجموعاته الشعرية
له عدة مجموعات شعرية مطبوعة ومنها:
- اعترافات عاشق لأرض السواد ، دار فضاءات ، عمان ، الأردن 2013م
- هواجس عاشقة ، دار فضاءات ، عمان ، الأردن 2015م
- أقول لدجلة ، بعداد ، 2015م
- أوردة الياسمين ، دار الحكمة ، لندن ، 2016م
- لسنا أول من كتم الحب ، دار الحكمة ، لندن ، 2019م

وأخرى
- أجراس الماء
- روافد شتى
- سوانح
- رغوة الرنين
- مسامات ضوئية
- قصائد الغياب
- سطوع اللوعة
- قورينا
- قلب مغرى
- شهرزاد
- أوليفيرا
- المنوليزا السامرائية
- بيت ألواح
- وتر على عنق الزمن
- روان